# Affiliated Computer Services
 (mai 2016).
Si vous disposez d'ouvrages ou d'articles de référence ou si vous connaissez des sites web de qualité traitant du thème abordé ici, merci de compléter l'article en donnant les références utiles à sa vérifiabilité et en les liant à la section « Notes et références ».
Pour les articles homonymes, voir ACS.
Affiliated Computer Services (ACS) est une société de services en ingénierie informatique (SSII) américaine basée à Dallas, Texas. Elle a été acquise par Xerox en 2009 pour 6,4 milliards de dollars.
Le 8 février 2010 le titre est retiré de cotation NYSE.